# Instituto Alfonso XIII
El Instituto de Sueroterapia, Vacunación y Bacteriología de Alfonso XIII, también conocido como el Instituto Sueroterápico o Instituto Alfonso XIII, se creó por Real Decreto el 28 de octubre de 1899.

## Historia

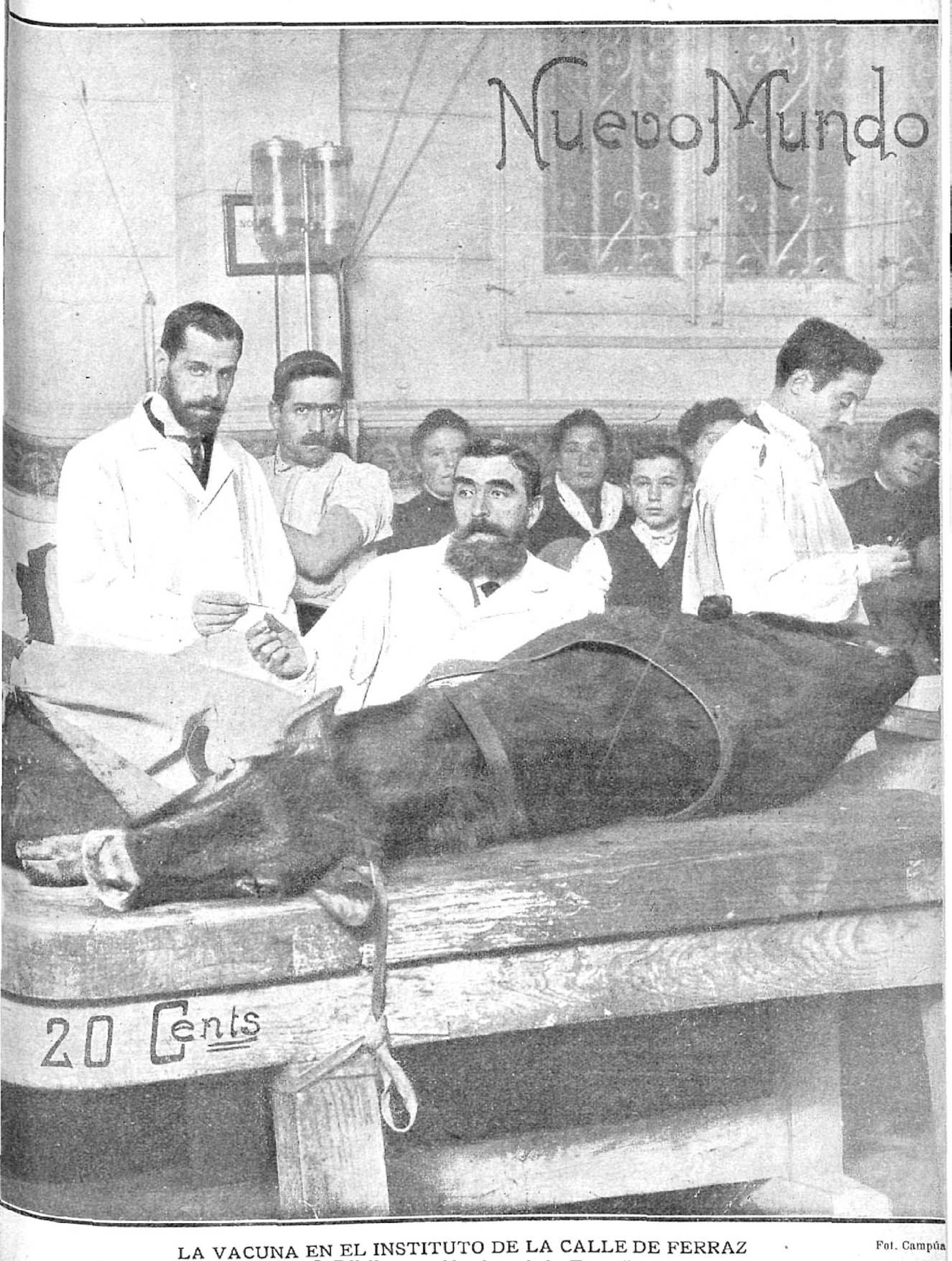
Instituto de la calle de Ferraz, fotografía de Campúa en Nuevo Mundo (1903).

El Instituto Alfonso XIII sustituyó al Instituto Central de Bacteriología é Higiene y el de Vacunación del Estado.
Originalmente ubicado en el número 98 de la calle Ferraz, en 1911, por el Real Decreto del 24 de enero, se cambia la denominación del Instituto por la de Instituto Nacional de Higiene, «Alfonso XIII».. En 1913 se trasladó a un nuevo edificio en La Moncloa (en lo que luego sería Ciudad Universitaria), el cual quedó completamente destruido a raíz de la Guerra Civil.